# Casa Botines
La Casa Botines (o Casa Fernández y Andrés) es un edificio de estilo modernista situado en la ciudad española de León, capital de la provincia homónima. Originalmente era un almacén comercial y residencia particular. Construido y diseñado por el arquitecto Antoni Gaudí entre 1891 y 1892, es una de sus tres obras fuera de Cataluña, junto con el Palacio Episcopal de Astorga —también en la provincia de León― y El Capricho de Comillas, en Cantabria. 
Se encuentra ubicado junto al palacio de los Guzmanes —sede de la Diputación de León— y junto a la plaza de Santo Domingo, lugar de encuentro entre el casco antiguo y el ensanche. Fue declarado Monumento histórico de interés cultural en 1969 y restaurado íntegramente en 1996. Desde 2017 acoge el Museo Casa Botines Gaudí, gestionado por la Fundación Obra Social de Castilla y León (Fundos).
El término «Casa Botines» deriva del apellido del fundador de la sociedad, Juan Homs y Botines, un empresario y comerciante de origen catalán asentado en la capital leonesa. Sus socios Mariano Andrés González-Luna y Simón Fernández Fernández fueron los responsables del encargo de la casa a Gaudí. 
Esta obra pertenece al período neogótico de Gaudí (1888-1898), etapa en que el arquitecto se inspiró sobre todo en el arte gótico medieval, el cual asumió de forma libre, personal, intentando mejorar sus soluciones estructurales. El neogótico fue en aquella época uno de los estilos historicistas de mayor éxito, sobre todo a raíz de los estudios teóricos de Viollet-le-Duc. Gaudí estudió con profundidad el gótico catalán, balear y rosellonés, así como el leonés y el castellano en sus estancias en León y Burgos, y llegó al convencimiento de que era un estilo imperfecto, a medio resolver. En sus obras de esta época eliminó la necesidad de contrafuertes mediante el empleo de superficies regladas y suprimió cresterías y calados excesivos.
Esta obra está inscrita como un monumento declarado en el registro de bienes de interés cultural del patrimonio español.

## Historia

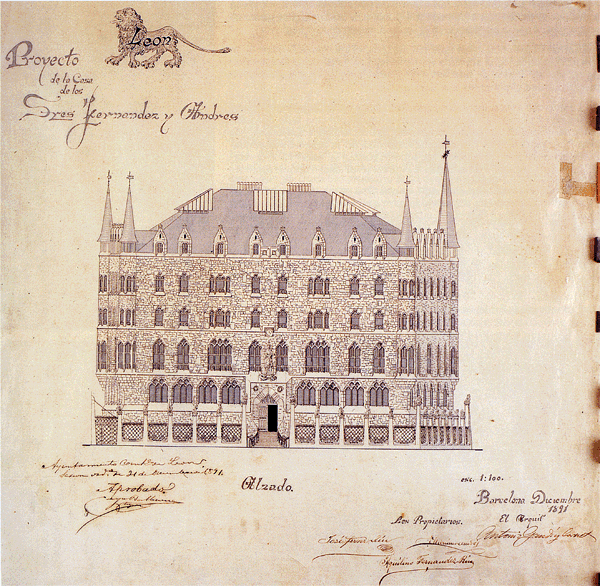
Alzado del edificio realizado por Gaudí

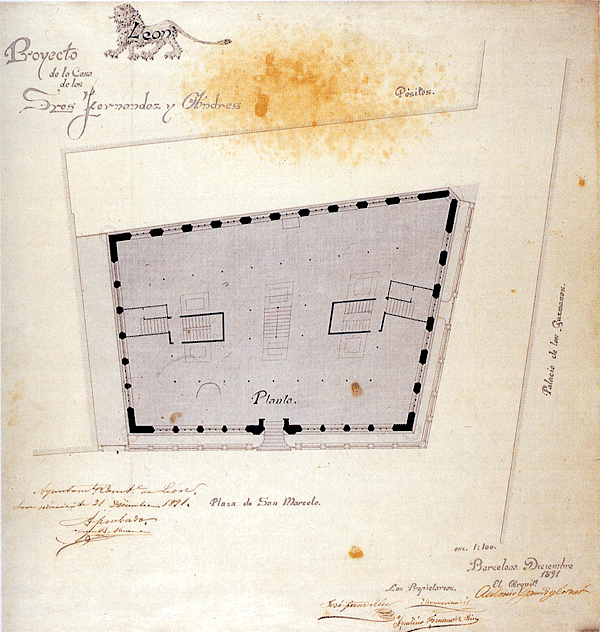
Plano del edificio realizado por Gaudí

La ciudad de León se encontraba a inicios del siglo XIX en cierto estancamiento tras su glorioso pasado medieval, aunque esta situación cambió con la llegada del ferrocarril en 1860, que, junto con el auge de la minería del carbón, convirtió a la ciudad en un importante enclave comercial entre el norte y el centro de la península ibérica.
En León se asentó en 1834 una prendería regentada por el comerciante catalán Juan Homs y Botines, dedicada a la compraventa de tejidos. Con el tiempo, dicho comerciante pasó a formar sociedad con uno de sus empleados, Simón Fernández Fernández, más tarde casado con una cuñada suya. Fernández se estableció con el mismo negocio de tejidos en la plaza de Don Gutierre —entonces plazuela de Boteros— y terminó asociándose con otro antiguo empleado de Juan Homs, Mariano Andrés González-Luna, con lo que la primitiva firma Homs y Fernández se convirtió en Fernández y Andrés, con domicilio en la plaza Mayor. Con el tiempo ampliaron sus actividades y, además de tejidos, se dedicaron a la compraventa de oro y títulos bancarios.
Fernández y Andrés se convirtieron en los representantes en la capital castellana del Banco Hispano Colonial, con sede en Barcelona, fundado por el marqués de Comillas, Antonio López y López; este era suegro del empresario Eusebi Güell, mecenas de Gaudí, que fue quien recomendó al arquitecto para llevar a cabo la construcción de una nueva casa para el negocio en la plaza de San Marcelo. El inmueble tomó el nombre de Botines por el promotor original de la sociedad, aunque se conoce también como Casa Fernández y Andrés. A la muerte de Simón Fernández en 1891 le sucedieron en la sociedad sus hijos José y Aquilino Fernández Riu. En ese momento Gaudí trabajaba en Astorga, en la obra del Palacio Episcopal (1889-1893), por lo que aceptó el encargo debido a su cercanía y consonancia estilística, si bien algunos estudiosos han planteado la posibilidad de que el encargo del Palacio Episcopal y de la Casa Botines se realizara al mismo tiempo; o, incluso, de que Botines fuera anterior al Palacio Episcopal.

### Construcción
La parcela sobre la que se ubicaría el edificio, de 2390,5 m², fue comprada por Fernández y Andrés al duque de Uceda (Francisco de Borja Téllez-Girón y Fernández de Velasco) y sus dos hermanas, Rosario y María de la Piedad, a quienes la Diputación de León ya había adquirido el contiguo palacio de los Guzmanes en 1882. El precio de compra fue de 17 000 pesetas. Originalmente, el proyecto fue objeto de un enconado litigio promovido por el ayuntamiento a instancias del vecino de poniente, Eleuterio González del Palacio, que no veía con agrado la implantación aprobada, por ser atentado contra el ornato público y dejar sin lucimiento la fachada del palacio. Este pleito iría ligado a la cesión del terreno y al dominio de la parte del solar en la plaza de San Marcelo. La resolución judicial, de 1891, reconoció a los propietarios una superficie de 800 m².

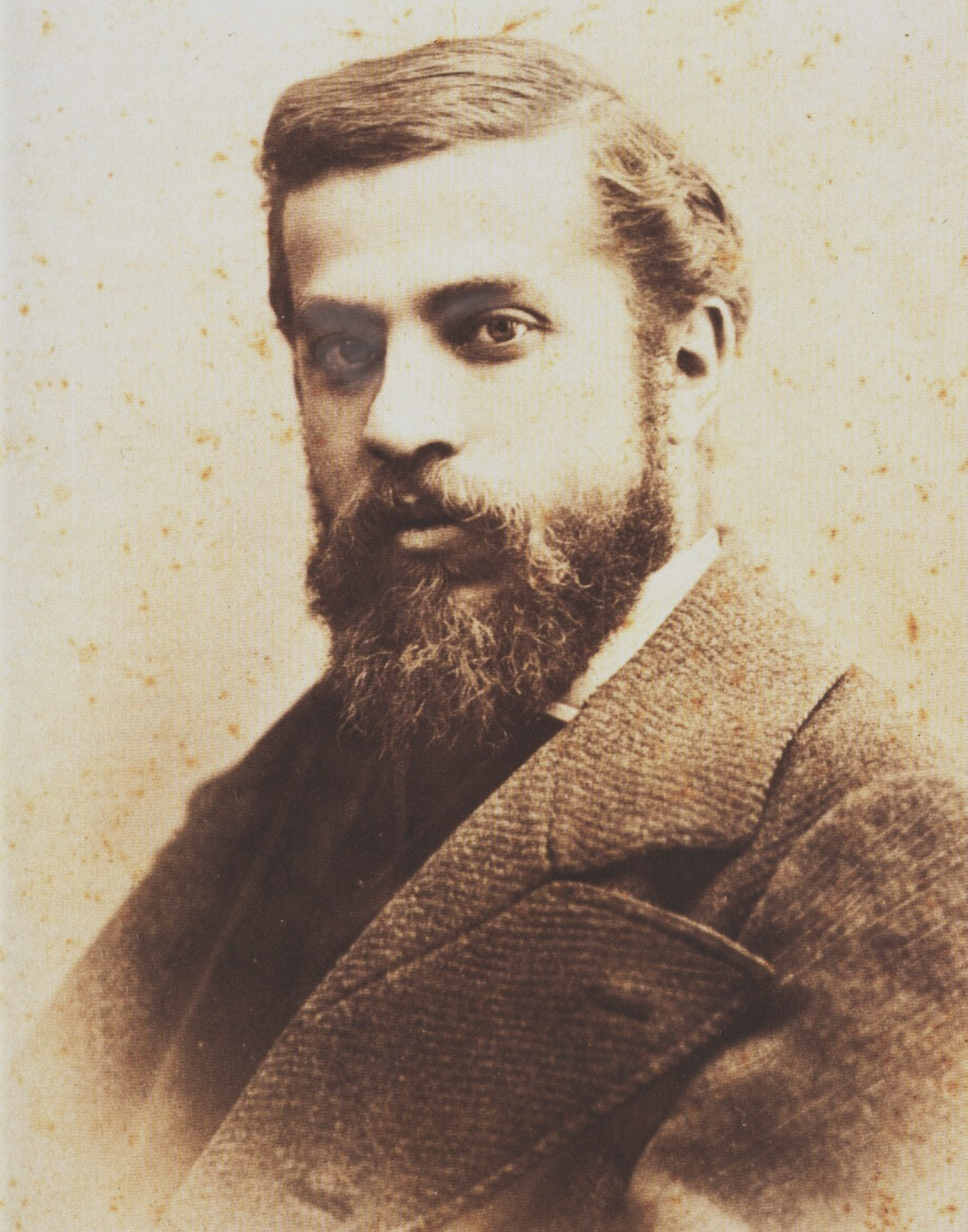
Antoni Gaudí

El arquitecto mandó los planos en diciembre de 1891 y dedicó el invierno a la preparación de la obra. Con la llegada del buen tiempo, Gaudí se trasladó a León con su equipo de maestros y oficiales, donde no había obreros especializados, pero sí canteros que trabajaban en la restauración de la catedral. Las obras comenzaron el 4 de enero de 1892. La construcción estuvo rodeada de intrigas y malos augurios, que Gaudí zanjó pidiendo por escrito y firmados todos los informes técnicos contrarios para, una vez terminada la casa, exponerlos en un sitio visible del vestíbulo.

Que me envíen estos informes técnicos por escrito y yo los colocaré en unos marcos del vestíbulo de la casa cuando esta esté terminada.

En cualquier caso, Gaudí no disponía de mucho tiempo para enfrentarse a las discrepancias suscitadas, por tenerlo absorbido en Barcelona el estudio de la nueva estructura que pensaba dar a la Sagrada Familia y al colegio de las Teresianas. Estas atenciones le obligaron a espaciar sus visitas a la obra, que suplía con eficacia las más frecuentes de su encargado Claudi Alsina, portador de sus instrucciones. En el equipo figuraban además Antonio Cantó, encargado de la cantería; Mariano Padró, albañilería; y Juan Coll, carpintería. Por otro lado, la carpintería de taller fue encargada a la firma barcelonesa Casas, Planas y Cía —posteriormente Casas y Bardés—; las columnas de fundición se encargaron a Hijos de Ignacio Damians, también barcelonesa; la puerta principal de hierro forjado fue elaborada por los talleres de Joan Oñós, también de la Ciudad Condal; la verja del sótano, las barandillas y el montacargas fueron confeccionados por Kessler, Laviada y Cía., de Gijón; los techos decorados eran de Hermanos Vila; y las rejas de las ventanas del sótano de Bernardo Valero, de León.
La construcción se concluyó tras diez meses en noviembre de 1892, un hecho notable por el grado de elaboración artesanal que presenta en la mayoría de sus elementos y que sorprendió a los leoneses de la época. La imagen de San Jorge y el dragón fue colocada con posterioridad al fin de las obras, el 15 de noviembre de 1893.

### Evolución posterior

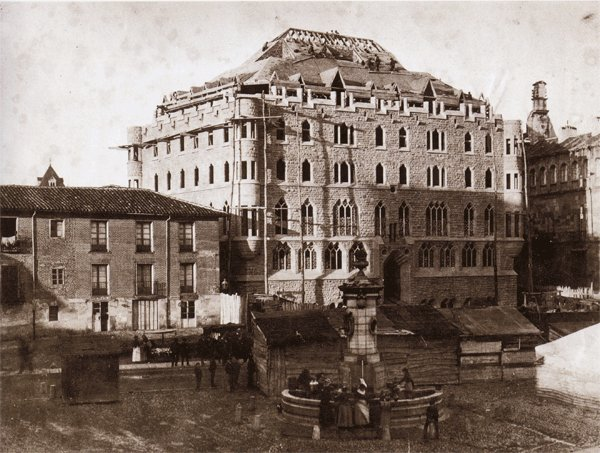
La Casa Botines en construcción

A comienzos del siglo XX, Mariano Andrés compró la parte del negocio de su socio a sus descendientes, José y Aquilino Fernández Riu. A su fallecimiento en 1911, la propiedad de la casa pasó en una mitad a su viuda, Leonarda Lescún Lubén, y la otra mitad a sus hijos, Mariano y Rogelia Andrés Lescún.

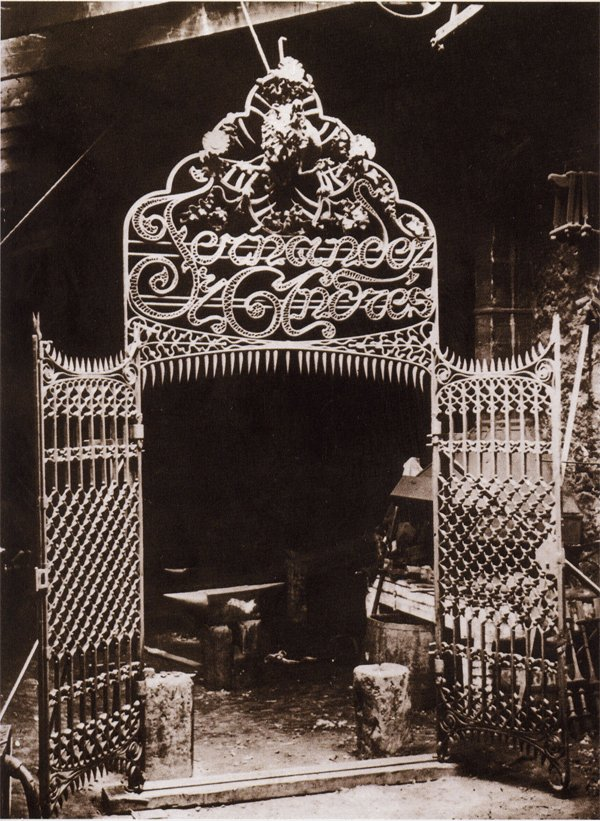
La puerta de forja de la Casa Botines antes de su colocación, en el taller de Joan Oñós (Barcelona). Obsérvese la desaparecida inscripción Fernández y Andrés

En 1929, el edificio fue adquirido por la Caja de Ahorros y Monte de Piedad de León. La compra a los herederos de Mariano Andrés se hizo por 750 000 pesetas. En 1931, esta entidad hizo una pequeña remodelación, en que se suprimió el altillo de madera del centro de la planta baja y la escalera central, al tiempo que se sustituyeron los mostradores de madera por otros de mármol y cristal.
Hubo una nueva reforma en 1953, que fue polémica porque rompió con el diseño original, pues eliminó siete de los veintiocho pilares del sótano. Se encargó la remodelación al arquitecto Luis Aparicio Guisasola, quien para proporcionar más espacio a la planta noble suprimió las columnas por vigas metálicas horizontales; en el semisótano se forraron las columnas con placas rectangulares de madera, frente al anterior fuste cilíndrico metálico; y, en la planta noble, se forraron las columnas con mármol blanco y se ocultaron los capiteles bajo un falso techo de escayola.
En el transcurso de estas obras, en las que se pretendía sustituir la estatua de san Jorge por una de la Virgen del Camino, patrona del Reino de León, se encontró detrás de la estatua un tubo de plomo que contenía una serie de documentos relativos a la obra, como los planos del edificio firmados por Gaudí, el contrato de propiedad del solar, el acta de conclusión de las obras y unos periódicos locales. Al encontrarse los planos se pudieron atestiguar diversos elementos proyectados por Gaudí que finalmente no se ejecutaron —el arquitecto solía realizar numerosas modificaciones sobre la marcha—, como una puerta de madera y unas balaustradas laterales en la entrada principal, unos pilares de piedra en la verja del foso rematados por animales fantásticos y un chapitel poligonal en el torreón noreste.
El 24 de agosto de 1969, la Casa Botines fue declarada por el Decreto 1794/1969 del Consejo de Ministros como Monumento histórico-artístico de carácter nacional, junto con otras dieciséis obras de Gaudí.
El edificio fue propiedad de Caja León hasta que esta absorbió en 1990 a otras cuatro cajas de ahorros y se convirtió en Caja España, entidad que seis años después acometería nuevamente obras de restauración en el edificio para devolverlo a su estado original. Después de estas obras, que le valieron el premio Europa Nostra en 1998, el edificio Botines se convirtió en la sede de la caja de ahorros. En la nueva rehabilitación, realizada por los arquitectos Félix Compadre Díez y Mariano Díez Sáenz de Miera, se procuró respetar al máximo el opus gaudiniano, al tiempo que se buscaba conjugar en la medida de lo posible los valores físicos del edificio con la utilidad y la funcionalidad. Así, se recuperaron los diversos elementos originales suprimidos o transformados en la anterior reforma, a través de su reconstrucción o de su recuperación.
Tras la fusión de Caja España y Caja Duero se creó en 2016 la Fundación España-Duero y la Casa Botines fue reconvertida en museo, el Museo Casa Botines Gaudí, cuya inauguración se produjo el 23 de abril de 2017. El nuevo museo permitió la visita al edificio gaudiniano abierto al público por primera vez. En sus salas se exponen diversos objetos y obras de arte de la Fundación. En 2018, la Fundación España-Duero cambió su nombre por Fundación Obra Social de Castilla y León (Fundos).

## Descripción

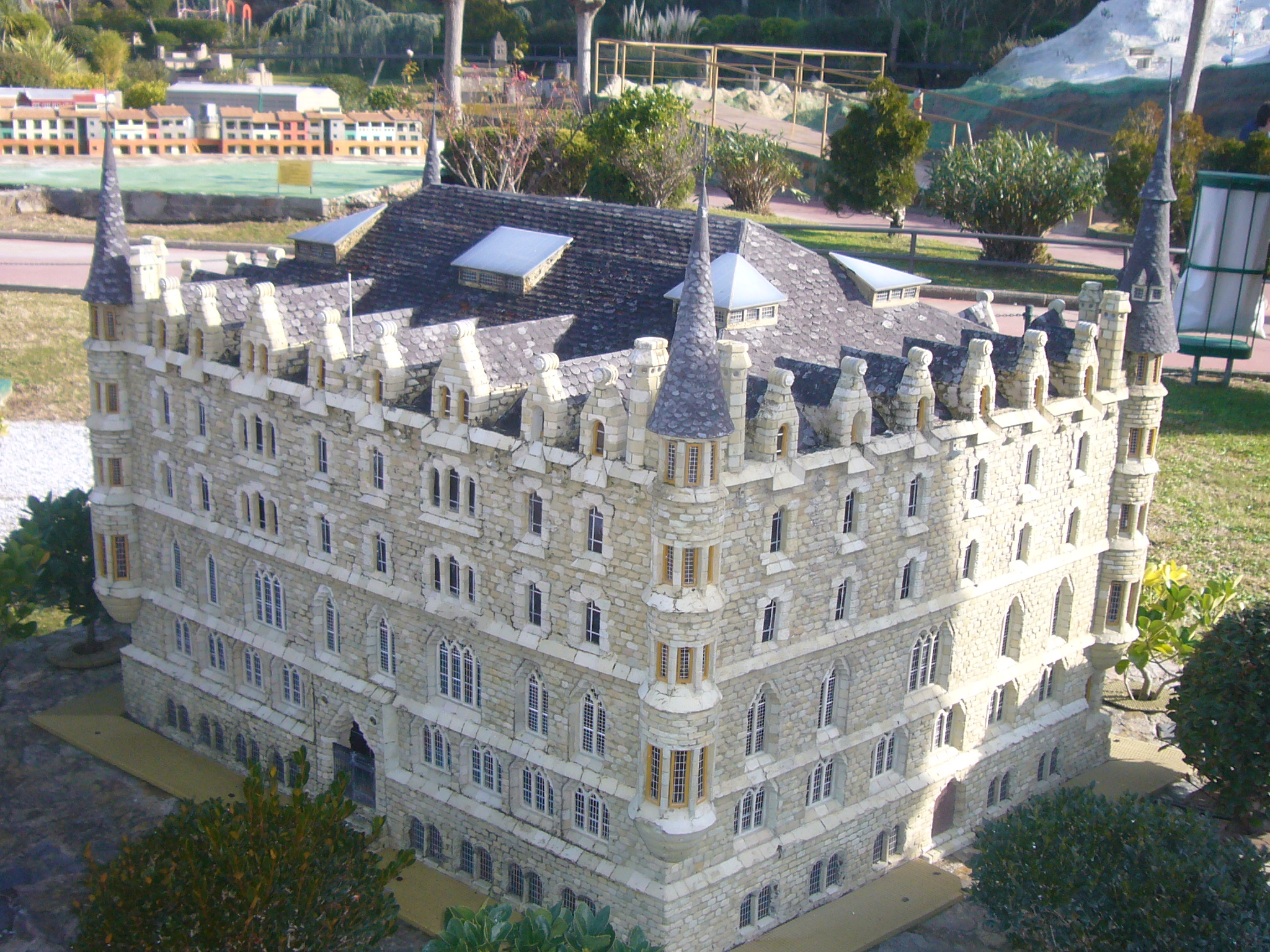
Maqueta del edificio, en Cataluña en Miniatura

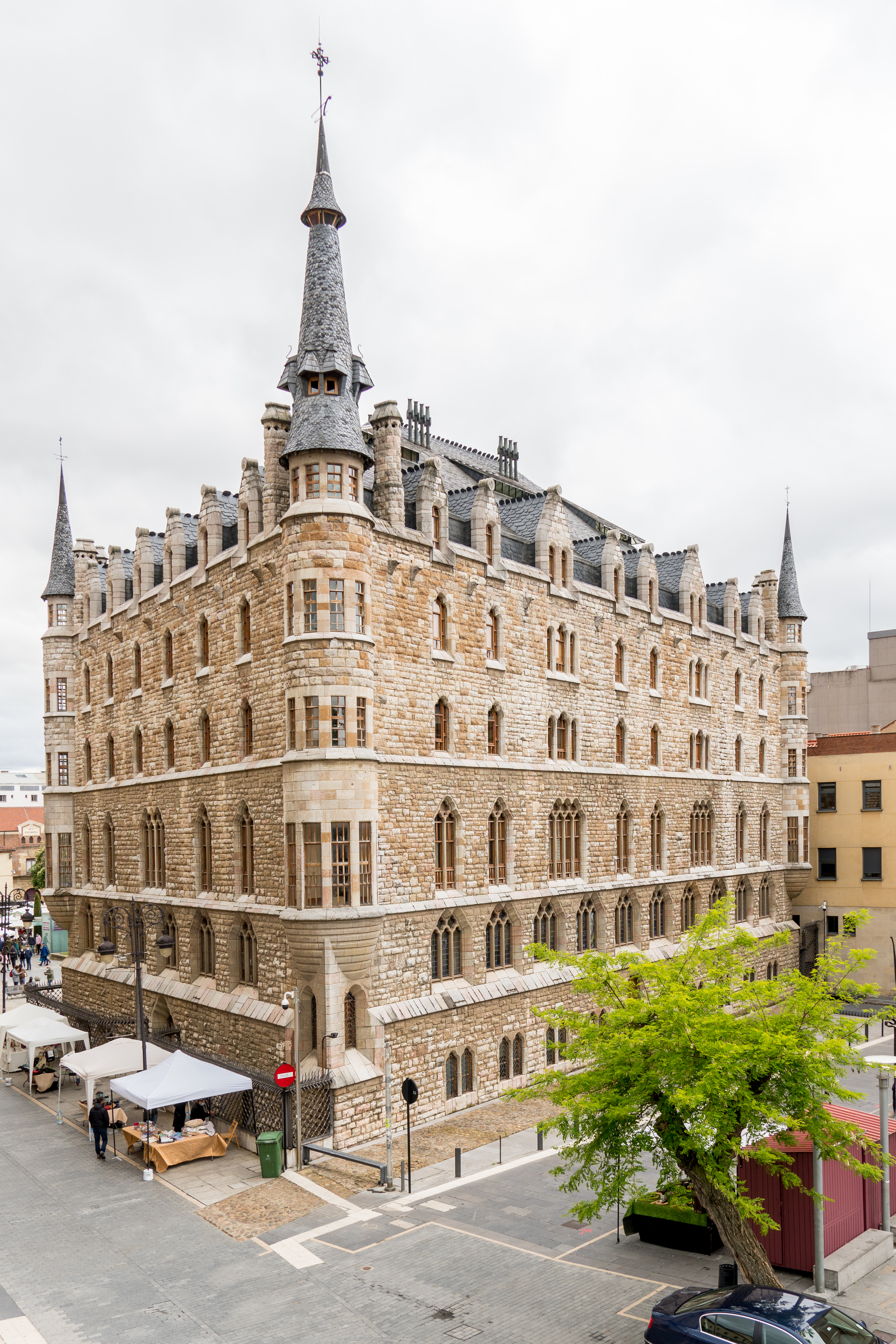
Parte trasera de la Casa Botines vista desde la muralla

El proyecto de Gaudí consistía en un edificio a cuatro vientos de estilo neogótico, resuelto con su inconfundible sello modernista, si bien se ha apuntado igualmente cierta influencia renacentista, dada cierta similitud con el castillo de Azay-le-Rideau (Indre y Loira).
El edificio sirvió para albergar en sus plantas bajas (semisótano y bajos) los despachos y almacenes del negocio de tejidos, mientras que disponía de viviendas en las plantas superiores: en la primera, los dos pisos de los propietarios y, en las tres superiores, pisos de alquiler (cuatro por piso); por último, se ubica un desván —donde estaba la vivienda del conserje—, con cubierta a cuatro vertientes. Se trata de una doble cubierta, ya que su altura equivale a dos plantas, pensada como aislamiento del edificio y, al mismo tiempo, gracias a sus lucernarios, como entrada de aire y luz en el interior.
La planta del edificio es trapezoidal, debido a la forma del solar. Tiene cuatro fachadas: norte, de 35,5 m; sur, de 28,5 m; este, de 25 m; y oeste, de 20 m. Cada acceso tenía una finalidad: la puerta principal, en la plaza de San Marcelo, daba a la tienda y las oficinas; la posterior, al almacén; y, las laterales, a los pisos. Como curiosidad, cabe señalar que el edificio tiene 365 ventanas, como los días del año.
La construcción se realizó con muros de sólida cantería caliza, dispuesta en forma de almohadillado. La talla basta de la piedra da al edificio un aspecto de rusticidad, lo que acentúa su apariencia historicista.

### Exterior

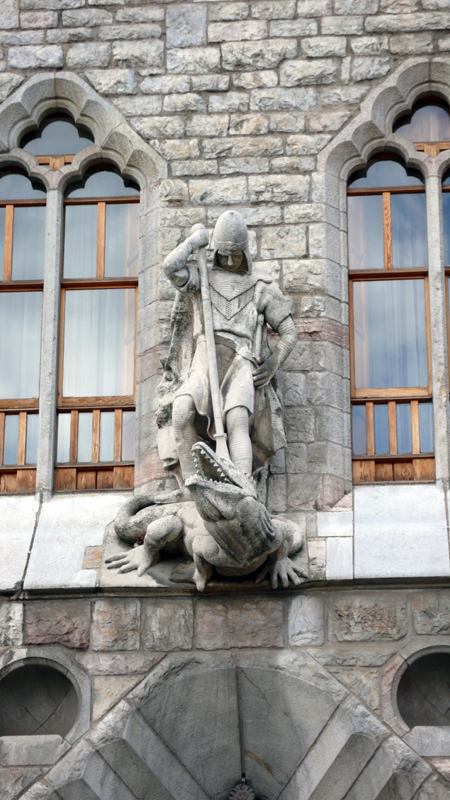
San Jorge y el dragón, obra de Llorenç Matamala

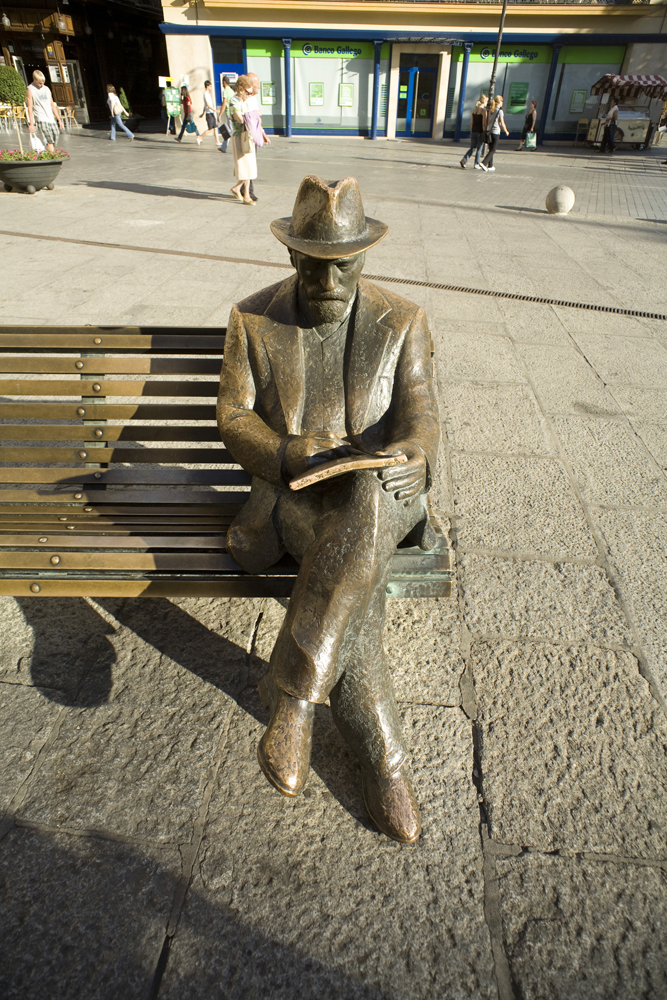
Estatua de Gaudí frente al edificio, obra de José Luis Fernández

La fachada principal es de estilo gótico, ya que Gaudí procuró que se adaptase a su entorno, especialmente a la catedral y al palacio de los Guzmanes. Así, diseñó las puertas y ventanas con arcos lobulados y acentuó la horizontalidad de la fachada con cornisas bien marcadas. La puerta es de hierro forjado, con un dovelaje heptalobulado, donde destaca la figura de un león, como homenaje a la ciudad. Antiguamente tenía la inscripción Fernández y Andrés en el tímpano, que desapareció tras ser adquirida por Caja León.
Sobre esta puerta se encuentra una escultura de San Jorge y el dragón, diseñada en Barcelona por Llorenç Matamala y ejecutada in situ por el picapedrero Antonio Cantó, de 2,9 m de altura y realizada con piedra de Gerona. El modelo para el santo fue el propio Matamala y, para el dragón, una de las gárgolas del ábside de la Sagrada Familia. Encima de esta estatua hay un reloj. La estatua original de san Jorge fue sustituida en 1956 por una réplica tallada por Andrés Seoane sobre un vaciado de Rafael García Morales.
Las otras tres fachadas no tienen tantos elementos decorativos, si bien conservan el carácter monumental del edificio. La fachada posterior, encarada al norte, tiene 35,5 m de ancho, con una sencilla entrada que daba acceso al almacén, con hileras de ventanas que varían de tamaño según la altura. La fachada este mide 25 m de ancho, mientras que la oeste es la más estrecha, con 20 m. Las puertas de estas fachadas daban acceso a las viviendas, con puertas de madera y unos remates de hierro forjado con las iniciales del propietario y del fundador de la empresa, M-A (Mariano Andrés) y J-H (Juan Homs).
Las ventanas son de guillotina, con voladizos inclinados para retener la nieve, muy frecuente en el invierno leonés. Todos los ventanales son lobulados, excepto los de la crestería y los torreones superiores.
El edificio está flanqueado por cuatro torres cilíndricas sobre ménsulas, rematadas con chapiteles de forma cónica hechos de pizarra, que culminan en una veleta —la más alta con forma de cruz de Malta—. El techo es también de pizarra, con una estructura de configuración irregular basada en un diseño de paraboloide hiperbólico. Presenta seis lucernarios para dar luz a los patios interiores, así como unas claraboyas para el desván y diversas chimeneas de hierro. Las ventanas tienen forma de almena, reforzando la imagen de castillo medieval. El remate de la cubierta está decorado con piezas de pizarra que recuerdan las escamas de un reptil, lo que puede sugerir el lomo del dragón, siguiendo con la simbología de la estatua de San Jorge y el dragón.
La casa está rodeada de un foso con reja de forja, con un entramado de espirales dispuestas en forma de losange. Gaudí realizó el foso en unas zanjas corridas rellenas de mampostería hormigonada, como era costumbre en Cataluña, por lo que recibió la crítica de varios ingenieros que alegaban que ese sistema no era válido para ese terreno, por lo que la cimentación corría grave peligro. Fue por estas críticas por las que expresó su famoso comentario de enmarcar los informes técnicos recibidos.

### Interior

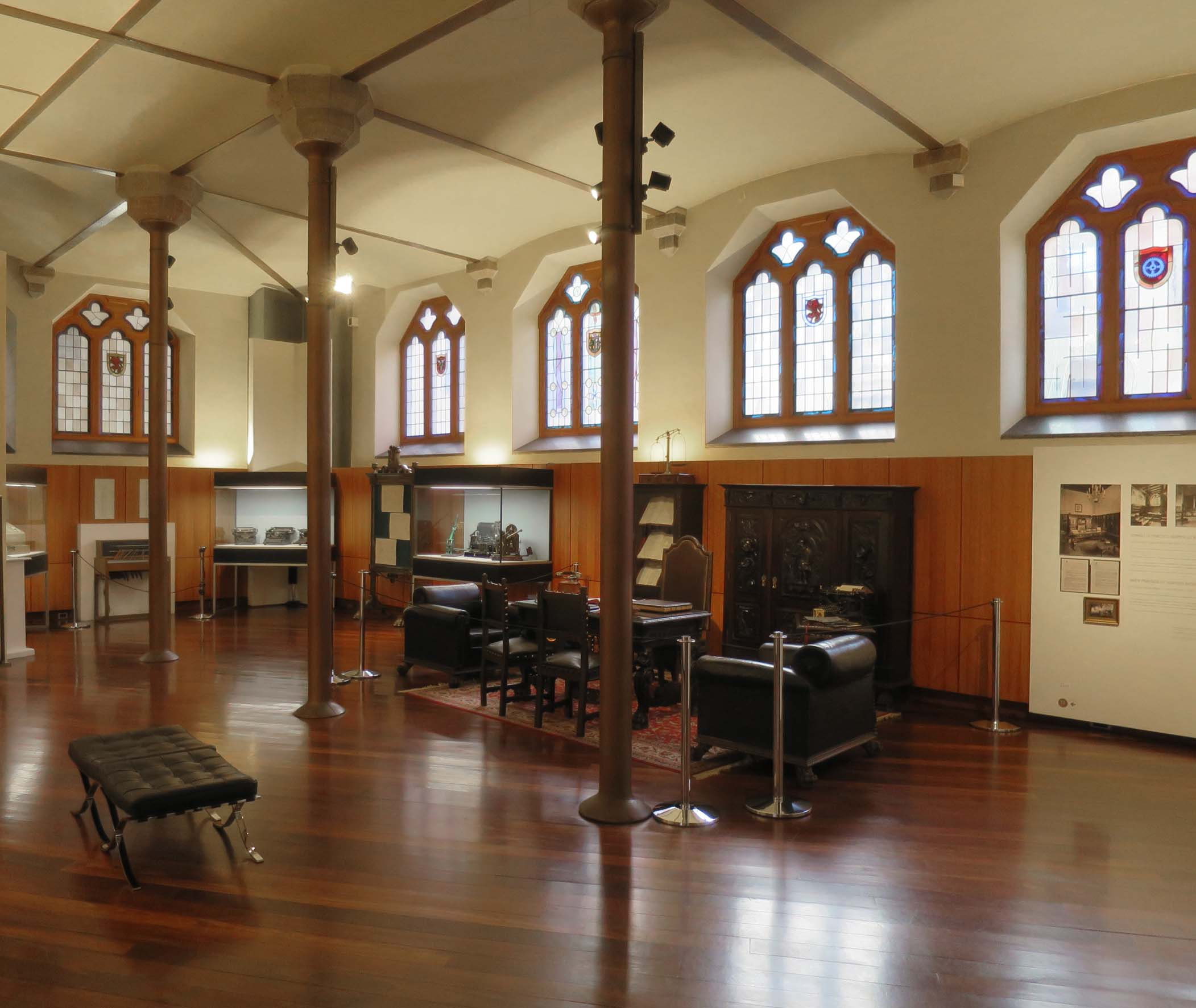
Detalle de la planta baja

El interior del edificio presenta un original concepto técnico ajeno a cualquier sistema de la época, ya que Gaudí ensayó unas técnicas innovadoras que aplicaría posteriormente en su obra. En la planta baja y en el semisótano desarrolló una planta libre, al sustituir los tradicionales muros de carga por un conjunto de 28 pilares de fundición de 20 cm de diámetro, que hacen de estos dos niveles unos espacios diáfanos con los que consigue la máxima utilidad espacial, al tiempo que procura una mejor iluminación natural y renovación del aire. Todo ello le permitiría aplicar la misma fórmula en la casa Milà, aunque esta vez con pilares de piedra.
Para una mayor racionalidad en el uso del espacio, Gaudí dividió las plantas interiores en 96 módulos (12 en las fachadas largas y 8 en las cortas), con lo que creó una retícula que le permitía alinear las paredes, colocar los pilares y situar los huecos de escalera y los patios de luces.
Frente al estilo gótico de la fachada, en el interior diseñó unos acabados del más puro estilo modernista, donde destacan los trabajos en ebanistería, las vidrieras, los esgrafiados y los componentes de forja de hierro, como barandillas, tiradores y mirillas, los cuales aúnan funcionalidad y estética. En la planta noble hay unas vidrieras que representan los Partidos Judiciales de León, el Ahorro, la Industria, el Comercio, el Trabajo y la Agricultura, así como el escudo de León repetido once veces, obra original de David López Merille restaurada en 1996 por Luis García Zurdo.
El edificio cuenta con siete pisos: el semisótano servía de almacén; la planta baja albergaba el local comercial, flanqueada de dos vestíbulo de acceso a las plantas superiores, con una altura de 4,80 m; la planta principal alojaba las viviendas de los propietarios, con una altura de 3,37 m; posteriormente había tres plantas con pisos de alquiler, de diversas alturas (2,57 m, 2,59 m y 2,55 m); por último, el sotabanco hacía de desván y alojaba la vivienda del portero, con una altura correspondiente a dos pisos.
Las dos plantas de zona comercial fueron concebidas como amplias naves, con un espacio único que permitía total libertad de movimiento y de distribución del espacio. Cubrió los techos con jácenas de hierro y bóvedas tabicadas de ladrillo, siguiendo la técnica de la bóveda catalana. Los pilares son de hierro en ambos niveles, pero, así como en el semisótano son simples, en la planta baja están rematados por capiteles de piedra, de forma octogonal. Las dos plantas están perfectamente iluminadas y ventiladas, el semisótano gracias al foso que rodea el edificio y la planta baja gracias a su altura y los amplios ventanales.
Las viviendas destacan por su lujo y confort, ya que Gaudí cuidó al máximo todos los detalles. La planta principal albergaba las casas de los propietarios: la oriental, la de Simón Fernández y, la occidental, la de Mariano Andrés. El resto estaba destinado a alquiler, con una distribución en todas ellas en torno a las cajas de escalera, con las estancias principales de cara a las fachadas, para aprovechar la luz natural, y las secundarias encaradas a los patios de luces. Para las puertas utilizó un sistema de doble vano, un sistema inédito en el León de la época, mientras que los techos del piso principal los recubrió de artesonados de estilo renacentista. El edificio cuenta con dos escaleras de vecinos, una en cada fachada lateral, con huecos amplios y bien iluminados, así como un diseño ergonómico en los pasamanos y peldaños bajos y anchos para garantizar su comodidad.
El sotabanco o desván tiene una superficie de 210 m², concebido como un espacio multifuncional que, además de contener trasteros y la vivienda del portero, servía de cámara térmica del edificio, ya que su doble altura aislaba del exterior. Tiene forma abuhardillada, formada por vigas y láminas de madera, si bien el entramado original tuvo que ser sustituido en 1994 debido a su deterioro. En esa fecha se sustituyeron también los ventanales del desván, así como los de los patios de luces, con unos diseños abstractos de José Fernández Castrillo. Se destina a sala polivalente.

## Museo

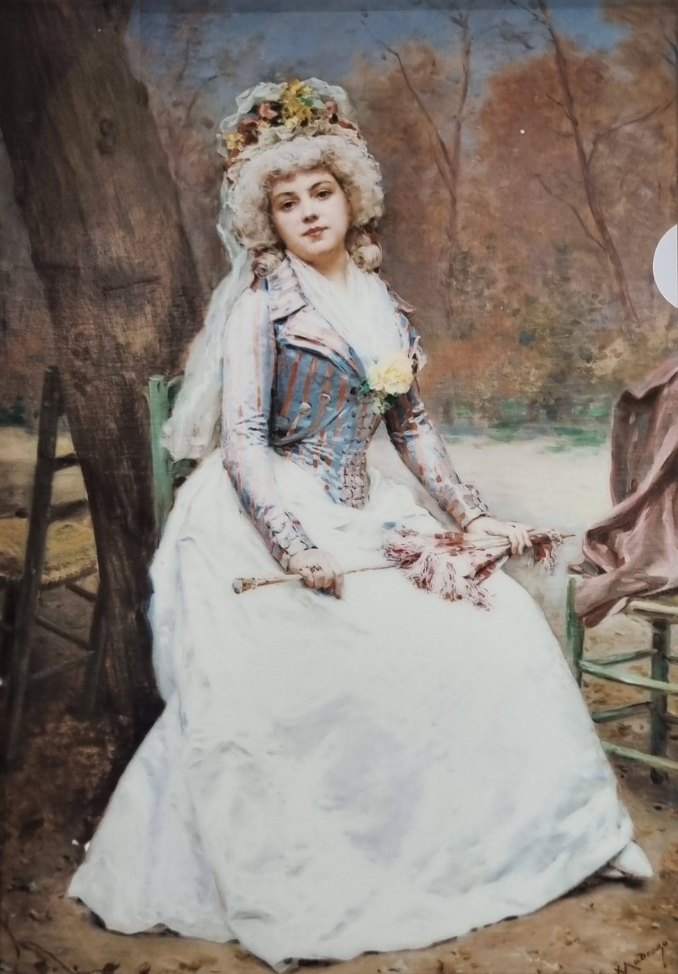
Dama con sombrilla (1900), de Raimundo de Madrazo

El Museo Casa Botines Gaudí está estructurado en diversas zonas: el piso bajo acoge una exposición sobre la historia de la Casa Botines, mientras que la segunda planta alberga una colección de muebles de la época, algunos originales de la propia casa, incluyendo una cocina con mobiliario de entonces y una consulta de dentista. La tercera planta alberga la pinacoteca, con obras de arte de la fundación Fundos —considerada la colección privada más relevante de Castilla y León—, entre las que destacan obras de Vicente López, Raimundo de Madrazo, Ramón Casas, Joaquín Sorolla, José Cusachs y José Gutiérrez Solana, así como una edición original de la serie Los caprichos de Goya y una colección de xilografías sobre la Divina Comedia de Salvador Dalí. También hay una representación de obras de artistas castellano-leoneses, como José Vela Zanetti, Modesto Llamas Gil y Luis García Zurdo. Asimismo, alberga obras de artistas más contemporáneos, como Eduardo Chillida, Antonio Saura, Fernando Zóbel, Pablo Palazuelo, Antoni Tàpies, Luis Feito, Miguel Ángel Campano, José Caballero o el Equipo Crónica.